# Ramplaankwartier
Het Ramplaankwartier is een buurt in de Haarlemse wijk Duinwijk.
De buurt is als tuindorp in 1910 gebouwd door de gemeente Bloemendaal. In 1927 werd de buurt geannexeerd door Haarlem. De naam komt van de familie Ramp, die hier veel grond bezat in de tweede helft van de vijftiende eeuw. Zij waren tevens ruim een eeuw eigenaar van het kasteel Rolland dat in de 13e eeuw was gebouwd en in 1748 is afgebroken.
De buurt is gelegen in het meest westelijke puntje van Haarlem, tegen Overveen en Elswout aan, en grenzend aan de bollenvelden van de Bollenstreek.